# FSP Gold River Women's Challenger 2013
Il FSP Gold River Women's Challenger 2013 è stato un torneo di tennis facente parte della categoria ITF Women's Circuit nell'ambito dell'ITF Women's Circuit 2013. È stata la 2ª edizione del torneo che si è giocata a Sacramento negli USA dal 1° al 7 luglio 2013 su campi in cemento e aveva un montepremi di $50,000.

## Partecipanti

### Teste di serie
| Nazionalità | Giocatrice      | Ranking* | Testa di serie |
| ----------- | --------------- | -------- | -------------- |
| Stati Uniti | Maria Sanchez   | 114      | 1              |
| Sudafrica   | Chanel Simmonds | 164      | 2              |
| Francia     | Julie Coin      | 175      | 3              |
| Slovenia    | Petra Rampre    | 207      | 4              |
| Stati Uniti | Madison Brengle | 219      | 5              |
| Australia   | Storm Sanders   | 258      | 6              |
| Canada      | Heidi El Tabakh | 262      | 7              |
| Stati Uniti | Victoria Duval  | 291      | 8              |

- Ranking al 24 giugno 2013.

### Altre partecipanti
Giocatrici che hanno ricevuto una wild card:
- Lauren Embree
- Brianna Morgan
- Maria Sanchez

Giocatrici che sono passate dalle qualificazioni:
- Robin Anderson
- Alisa Klejbanova
- Jessica Lawrence
- Mary Weatherholt

Giocatrici che hanno ricevuto un entry con un protected ranking:
- Ivana Lisjak

## Vincitrici

### Singolare
Mayo Hibi ha battuto in finale  Madison Brengle con il punteggio di 7–5, 6–0

### Doppio
Naomi Broady /  Storm Sanders hanno battuto in finale  Robin Anderson /  Lauren Embree con il punteggio di 6–3, 6–4